# (9676) Eijkman
(9676) Eijkman es un asteroide que forma parte del cinturón de asteroides y fue descubierto por Cornelis Johannes van Houten, Ingrid van Houten-Groeneveld y Tom Gehrels el 24 de septiembre de 1960 desde el observatorio del Monte Palomar, Estados Unidos.

## Designación y nombre
Eijkman recibió al principio la designación de 2023 P-L. Se llama así por Christiaan Eijkman (1858-1930) quien ganó el Premio Nobel de Fisiología o Medicina por su descubrimiento de la vitamina antineurítica, hoy conocida como B1 o tiamina. Al investigar la enfermedad del beriberi en Java, sus observaciones sobre la deficiencia dietética condujeron al descubrimiento de las vitaminas. Compartió el Premio Nobel de 1929 con Frederick Gowland Hopkins.

## Características orbitales
Eijkman orbita a una distancia media del Sol de 3,084 ua, pudiendo alejarse hasta 3,574 ua y acercarse hasta 2,594 ua. Su inclinación orbital es 0,611 grados y la excentricidad 0,2159. Emplea 1978,26 días en completar una órbita alrededor del Sol.
Los próximos acercamientos a la órbita de Júpiter ocurrirán el 3 de julio de 2038, el 11 de abril de 2048 y el 11 de mayo de 2098.
Pertenece a la familia de asteroides de (24) Themis.

## Características físicas
La magnitud absoluta de Eijkman es 13,69. Tiene 9,961 km de diámetro y su albedo se estima en 0,071.